# Valde Nevalainen
Valde Nestori Nevalainen, född 8 april 1919 i Pielisjärvi, död 8 februari 1994 i Esbo, var en finländsk socialdemokratisk politiker. Han var ledamot av Finlands riksdag 1966–1975. Han var trafikminister i Regeringen Paasio II år 1972 och arbetskraftsminister i Regeringen Sorsa I 1972–1975. Han var elektor (valman) vid presidentvalen 1968 och 1978.
Nevalainen var verksam som skogsarbetare och svetsare innan han blev politiker. Han studerade vid folkhögskolan Arbetarnas Akademi. Efter sin politikerkarriär var Nevalainen verksam som direktör och styrelseledamot vid Outokumpu.